# 満永隆哉
満永 隆哉（みつなが たかや、1991年〈平成3年〉- ）は日本のクリエイター、アーティスト。株式会社HYTEKの代表取締役。パフォーミングアーティスト名義はmic™︎（ミック）。

## 人物・来歴
1991年千葉県生まれ。12歳の時に訪れた海浜幕張駅前のストリートバスケットボールコートにて、パフォーマンスカルチャーと出会い影響を受ける。慶應義塾大学進学後に休学し渡米、ロサンゼルス・ニューヨークでのパフォーマー生活を経て2015年に株式会社博報堂に入社。平日はクリエイティブ職として制作業務に従事し、休日はパフォーミングアーティスト兼演出家として活動する二重生活の後、2021年にテックエンタメレーベルHYTEK Inc.を創業。クリエイターとしてはグローバルクライアントのプロモーション/PR/コピーライティングを担当しメディア・アート・コピー・イノベーションなど様々な領域でアワードを受賞。パフォーミングアーティストとしては”mic™︎”という名義で活動し、フリースタイルバスケットボールやダンスを基軸にモノ・場所・文脈などの制限を活用した身体表現を行う。マスとストリートと、表舞台と裏方とを繋ぎ、熱狂を生むカルチャーを残すことを使命とする。

## パフォーマンス・演出歴
2010年、慶應義塾大学で初となるフリースタイルバスケットボールチーム「SHAMGOD」を設立。同チームにて2013年にWFBA Freestyle Basketball Battle日本一決定戦にて準優勝を果たす。2015年からは大阪籠球会に振付師・演出家・パフォーマーとして参画。2018年2月に大阪籠球会として、日本人フリースタイルバスケットボーラーとして初めてアメリカNBA公式戦でのオープニングパフォーマンスを実現した。 帰国後、同年7月からパフォーマンスユニット「NINJA SKILL BALLERZ」をプロデュースし、東京五輪組織委員会イベント・日テレ「スッキリ」「ZIP!」にも出演。2022年にはクリエイティブカンパニーMPLUSPLUSの一員としてAmerica's Got Talentに出演し4つのYESを獲得した。2023年にはBritain’s Got Talentにてとにかく明るい安村の決勝戦のサウンド構成・編集と企画サポートを担当、その後ラッパーとしての1st Digital Single「MC TONY - PANTS」では総合演出・作詞・振付を行なった。

## 作品制作・展示歴
2020年に始まったコロナ禍から、身体表現の延長としてモノ・場所・文脈などの制限を活用した制作活動へ注力。エンターテイメントやアートなどのカルチャー領域とテクノロジーを掛け合わせた独自の作品を発表。2021年にはコロナ禍に普及した自動検温をエンタメ化する「Thermo Selfie」や、レコードとデジタルネイティブ世代を繋ぐ「Record Music Video」を発表。2作品はアメリカ・テキサス州で行われるSXSWでも展示され、「Record Music Video」はSXSW Innovation AwardにてAudio部門のFinalistにノミネート。また、ベルリンのミューラルアートのメッセージと文脈をデジタルに移植した初個展「BERLIN WALL TOKYO」で発表した作品を通じ、2022年にはDesinart TokyoのU30に選出された。

## 主な出演・演出歴
- 2012年 - American Basketball Association Staten Island Vipers - Performer
- 2012年 - New York MNN TV Ms.Billy’s show Performer
- 2013年 - TEDxKEIO 登壇 - Performer
- 2016年 - 京都大作戦 (大阪籠球会)
- 2016年 - Seattle Pro-AM SUMMER LEAGUE Performer (大阪籠球会)
- 2016年 - 骸骨祭り Performer (大阪籠球会)
- 2017年 - COMIN' KOBE 2017 Performer (大阪籠球会)
- 2017年 - 大阪エベッサ Half-time Performer (大阪籠球会)
- 2017年 - 京都ハンナリーズ Half-time Performer (大阪籠球会)
- 2018年 - NBA Opening Performer - Blazers VS Warriors (大阪籠球会 )
- 2018年 - 関テレ「ジャニ勉」 Performer (大阪籠球会)
- 2018年 - 関テレ「桃色つるべ」 Performer (大阪籠球会)
- 2018年 - 日テレ「ZIP!」 Performer (NINJA SKILL BALLERZ)
- 2018年 - 日テレ「スッキリ」インストラクター (NINJA SKILL BALLERZ)
- 2019年 - NHK Eテレ「沼にハマって聞いてみた」 (NINJA SKILL BALLERZ)
- 2019年 - 東京2020 Let's 55 Performer (NINJA SKILL BALLERZ)
- 2022年 - America's Got Talent (MPLUSPLUS)
- 2023年 - 10-FEEET「第ゼロ感」 Music Video Performer
- 2023年 - THE FIRST SLAM DUNK in あべのはるかす Performer
- 2023年 - Britain's Got Talent (とにかく明るい安村)
- 2024年 - 京都ハンナリーズ Half-time Performer (大阪籠球会)

## 主な受賞・選出歴
- 2021年 - LEXUS Design Award - Finalist「Thermo Selfie」
- 2021年 - ASIA Digital Art Award - 優秀賞「RECORD MUSIC VIDEO」[11]
- 2021年 - WIRED Creative Hack Award - SONY Prize「RECORD MUSIC VIDEO」[12]
- 2021年 - WIRED Creative Hack Award - Finalist「Street Art Line Project」[13]
- 2022年 - The Webby Award - Nominee 「BERLIN WALL ONLINE」[14]
- 2022年 - The Webby Award - Nominee 「Thermo Selfie」[15]
- 2022年 - 文化庁メディア芸術祭 - 審査員推薦作品「RECORD MUSIC VIDEO」[16]
- 2022年 - DESIGNART TOKYO U30「BERLIN WALL TOKYO」[17]
- 2023年 - SXSW Innovation Award - Finalist「Record Music Video」[9]
- 2024年 - Forbes JAPAN - NEXT100「世界を変える希望」[18]